# 小宮山賢
小宮山 賢（こみやま さとし）は、日本の公認会計士。早稲田大学大学院経営管理研究科教授、元日本公認会計士協会副会長。

## 人物・経歴
1976年一橋大学商学部卒業。1979年公認会計士登録。有限責任あずさ監査法人代表社員等を経て、2005年早稲田大学大学院商学研究科客員教授、2011年早稲田大学大学院経営管理研究科教授。この間2007年から2010年まで日本公認会計士協会副会長（業務部門担当）を務めた他、国際会計基準委員会解釈指針委員会日本代表、企業会計基準委員会委員、企業会計審議会幹事、公益財団法人日本郵趣協会評議員等を歴任。

## 著書
- 『新オフバランス取引 (ニューファイナンシャルシリーズ)』金融財政事情研究会; 第2訂版 (1995/07)
- 『最新 オフバランス取引』金融財政事情研究会; 第2版第2訂版 (1996/03)
- 『対談・新連結会計入門』（中村忠と共著）税務経理協会 (1998/12)
- 『金融商品・年金会計入門』税務経理協会; 改訂版 (2000/03)
- 『戦後企業会計史』（共著）中央経済社 (2015/2/4)
- 『金融商品会計の基礎』税務経理協会 (2015/8/27)
- 『森田哲彌学説の研究 : 一橋会計学の展開』（共著）中央経済社 (2020/5/28)
- 『監査の質に対する規制 : 監査プロフェッションvs行政機関』（共著）国元書房 (2021/1/12)